# Estación Javier
La Estación Javier es una de las estaciones del eje sur del Transmetro de la Ciudad de Guatemala ubicada sobre la Calzada Aguilar Batres en la 36 calle de la zona 12 de Villa Nueva en el límite de dicho municipio y la Ciudad de Guatemala, frente al Liceo Javier, uno de los más prestigiosos colegios católicos del país.
- Datos: Q21002815